# Division I i bandy 1976/1977
Division I i bandy 1976/1977 var Sveriges högsta division i bandy för herrar säsongen 1976/1977. Norrgruppstvåan Brobergs IF lyckades vinna svenska mästerskapet efter seger med 3-1 mot norrgruppvinnaren Sandvikens AIK i finalmatchen på Söderstadion i Stockholm den 20 mars 1977.

## Upplägg
Lag 1-4 i respektive grupp av de två geografiskt indelade 10-lagsgrupperna gick till slutspel, och lag 9-10 i respektive grupp flyttades ned till Division II.

## Förlopp
Skytteligan vanns av Lars Olsson, Sandvikens AIK med 38 fullträffar..

## Seriespelet

### Division I norra
Spelades 28 november 1976-27 februari 1977.
| Nr | Lag            | S  | V  | O | F  | +/-     | P  |
| -- | -------------- | -- | -- | - | -- | ------- | -- |
| 1  | Sandvikens AIK | 18 | 15 | 1 | 2  | 90 - 42 | 31 |
| 2  | Brobergs IF    | 18 | 11 | 3 | 4  | 79 - 55 | 25 |
| 3  | Falu BS        | 18 | 10 | 2 | 6  | 69 - 59 | 22 |
| 4  | IK Sirius      | 18 | 7  | 7 | 4  | 60 - 47 | 21 |
| 5  | Edsbyns IF     | 18 | 7  | 3 | 8  | 72 - 63 | 17 |
| 6  | Selångers SK   | 18 | 5  | 6 | 7  | 54 - 57 | 16 |
| 7  | Bollnäs GIF    | 18 | 4  | 6 | 8  | 52 - 66 | 14 |
| 8  | Ljusdals BK    | 18 | 4  | 6 | 8  | 52 - 71 | 14 |
| 9  | Köpings IS     | 18 | 4  | 3 | 11 | 56 - 97 | 11 |
| 10 | Västanfors IF  | 18 | 4  | 1 | 13 | 50 - 77 | 9  |

### Division I södra
Spelades 28 november 1976-27 februari 1977.
| Nr | Lag             | S  | V  | O | F  | +/-     | P  |
| -- | --------------- | -- | -- | - | -- | ------- | -- |
| 1  | IF Boltic       | 18 | 13 | 1 | 4  | 84 - 46 | 27 |
| 2  | Örebro SK       | 18 | 8  | 6 | 4  | 51 - 36 | 22 |
| 3  | Villa BK        | 18 | 8  | 6 | 4  | 56 - 51 | 22 |
| 4  | Katrineholms SK | 18 | 7  | 6 | 5  | 67 - 42 | 20 |
| 5  | Lesjöfors IF    | 18 | 8  | 4 | 6  | 59 - 35 | 20 |
| 6  | IFK Kungälv     | 18 | 7  | 6 | 5  | 48 - 55 | 20 |
| 7  | Västerås SK     | 18 | 7  | 1 | 10 | 53 - 59 | 15 |
| 8  | Surte SK        | 18 | 6  | 2 | 10 | 47 - 63 | 14 |
| 9  | Tranås BoIS     | 18 | 4  | 3 | 11 | 36 - 71 | 11 |
| 10 | Hälleforsnäs IF | 18 | 3  | 3 | 12 | 34 - 77 | 9  |

## Seriematcherna

### Norrgruppen
| - 28 november 1976 Bollnäs GIF-Köpings IS 4-2 - 28 november 1976 Falu BS-Brobergs IF 3-6 - 28 november 1976 Ljusdals BK-Edsbyns IF 2-2 - 28 november 1976 IK Sirius-Sandvikens AIK 2-0 - 28 november 1976 Västanfors IF-Selångers SK 1-2 - 5 december 1976 Broberg-Bollnäs 6-3 - 5 december 1976 Edsbyn-Sirius 0-4 - 5 december 1976 Köping-Ljusdal 6-3 - 5 december 1976 Sandviken-Västanfors 5-1 - 5 december 1976 Selånger-Falun 2-4 - 8 december 1976 Bollnäs-Ljusdal 5-2 - 8 december 1976 Falun-Köping 6-4 - 8 december 1976 Selånger-Sandviken 1-1 - 8 december 1976 Västanfors-Sirius 2-5 - 10 december 1976 Edsbyn-Broberg 2-6 - 12 december 1976 Edsbyn-Selånger 5-5 - 12 december 1976 Köping-Broberg 2-3 - 12 december 1976 Ljusdal-Västanfors 1-2 - 12 december 1976 Sandviken-Falun 3-2 - 12 december 1976 Sirius-Bollnäs 1-1 - 17 december 1976 Västanfors-Broberg 1-4 - 19 december 1976 Bollnäs-Sandviken 0-9 - 19 december 1976 Falun-Edsbyn 8-5 - 19 december 1976 Ljusdal-Sirius 3-3 - 19 december 1976 Selånger-Köping 4-3 - 26 december 1976 Broberg-Selånger 2-1 - 26 december 1976 Edsbyn-Bollnäs 3-0 - 26 december 1976 Köping-Västanfors 4-6 - 26 december 1976 Sandviken-Ljusdal 5-2 - 26 december 1976 Sirius-Falun 4-3 - 29 december 1976 Sandviken-Edsbyn 5-1 - 29 december 1976 Sirius-Köping 7-1 - 31 december 1976 Bollnäs-Selånger 2-2 - 31 december 1976 Ljusdal-Broberg 2-1 - 31 december 1976 Västanfors-Falun 1-2 - 2 januari 1977 Broberg-Sirius 3-2 - 2 januari 1977 Edsbyn-Västanfors 7-3 - 2 januari 1977 Falun-Bollnäs 3-2 - 2 januari 1977 Köping-Sandviken 2-5 - 2 januari 1977 Selånger-Ljusdal 5-1 - 6 januari 1977 Bollnäs-Västanfors 9-3 - 6 januari 1977 Köping-Edsbyn 7-4 - 6 januari 1977 Ljusdal-Falun 2-5 - 6 januari 1977 Sandviken-Broberg 7-6 - 6 januari 1977 Sirius-Selånger 3-3 | - 9 januari 1977 Bollnäs-Edsbyn 2-2 - 9 januari 1977 Falun-Sirius 2-3 - 9 januari 1977 Ljusdal-Sandviken 4-10 - 9 januari 1977 Selånger-Broberg 4-4 - 9 januari 1977 Västanfors-Köping 4-5 - 14 januari 1977 Broberg-Västanfors 4-1 - 14 januari 1977 Edsbyn-Falun 1-2 - 14 januari 1977 Köping-Selånger 1-5 - 14 januari 1977 Sandviken-Bollnäs 7-4 - 14 januari 1977 Sirius-Ljusdal 2-3 - 2 februari 1977 Broberg-Ljusdal 6-6 - 2 februari 1977 Edsbyn-Sandviken 6-2 - 2 februari 1977 Falun-Västanfors 6-1 - 2 februari 1977 Köping-Sirius 7-7 - 2 februari 1977 Selånger-Bollnäs 1-3 - 6 februari 1977 Bollnäs-Falun 4-5 - 6 februari 1977 Ljusdal-Selånger 6-4 - 6 februari 1977 Sandviken-Köping 8-1 - 6 februari 1977 Sirius-Broberg 3-4 - 6 februari 1977 Västanfors-Edsbyn 3-8 - 9 februari 1977 Broberg-Falun 5-3 - 9 februari 1977 Edsbyn-Ljusdal 3-2 - 9 februari 1977 Köping-Bollnäs 4-3 - 9 februari 1977 Sandviken-Sirius 5-1 - 9 februari 1977 Selånger-Västanfors 2-4 - 13 februari 1977 Bollnäs-Broberg 4-4 - 13 februari 1977 Falun-Selånger 7-3 - 13 februari 1977 Ljusdal-Köping 4-4 - 13 februari 1977 Sirius-Edsbyn 3-0 - 13 februari 1977 Västanfors-Sandviken 3-4 - 20 februari 1977 Broberg-Sandviken 1-3 - 20 februari 1977 Edsbyn-Köping 12-0 - 20 februari 1977 Falun-Ljusdal 4-4 - 20 februari 1977 Selånger-Sirius 2-2 - 20 februari 1977 Västanfors-Bollnäs 7-1 - 22 februari 1977 Broberg-Edsbyn 3-8 - 23 februari 1977 Köping-Falun 2-2 - 23 februari 1977 Ljusdal-Bollnäs 2-2 - 23 februari 1977 Sandviken-Selånger 4-3 - 23 februari 1977 Sirius-Västanfors 5-5 - 27 februari 1977 Bollnäs-Sirius 3-3 - 27 februari 1977 Broberg-Köping 10-1 - 27 februari 1977 Falun-Sandviken 2-7 - 27 februari 1977 Selånger-Edsbyn 5-4 - 27 februari 1977 Västanfors-Ljusdal 2-3 |

### Södergruppen
| - 28 november 1976 IF Boltic-IFK Kungälv 12-2 - 28 november 1976 Katrineholms SK-Tranås BoIS 4-1 - 28 november 1976 Surte SK-Hälleforsnäs IF 4-0 - 28 november 1976 Västerås SK-Lesjöfors IF 4-3 - 28 november 1976 Örebro SK-Villa BK 2-2 - 5 december 1976 Hälleforsnäs-Boltic 1-1 - 5 december 1976 Kungälv-Örebro 0-0 - 5 december 1976 Lesjöfors-Surte 0-1 - 5 december 1976 Tranås-Västerås 3-1 - 5 december 1976 Villa-Katrineholm 4-3 - 8 december 1976 Katrineholm-Örebro 6-6 - 8 december 1976 Lesjöfors-Kungälv 6-0 - 8 december 1976 Surte-Boltic 2-5 - 8 december 1976 Tranås-Villa 3-0 - 8 december 1976 Västerås-Hälleforsnäs 5-2 - 12 december 1976 Boltic-Katrineholm 5-1 - 12 december 1976 Kungälv-Tranås 1-1 - 12 december 1976 Villa-Västerås 2-5 - 12 december 1976 Örebro-Surte 2-1 - 13 december 1976 Hälleforsnäs-Lesjöfors 4-3 - 17 december 1976 Tranås-Hälleforsnäs 3-3 - 19 december 1976 Boltic-Örebro 4-2 - 19 december 1976 Katrineholm-Lesjöfors 1-2 - 19 december 1976 Surte-Villa 0-2 - 19 december 1976 Västerås-Kungälv 3-4 - 26 december 1976 Hälleforsnäs-Katrineholm 2-2 - 26 december 1976 Kungälv-Surte 3-1 - 26 december 1976 Lesjöfors-Tranås 0-0 - 26 december 1976 Villa-Boltic 3-5 - 26 december 1976 Örebro-Västerås 2-2 - 29 december 1976 Katrineholm-Västerås 10-2 - 29 december 1976 Surte-Tranås 12-1 - 29 december 1976 Villa-Kungälv 3-3 - 29 december 1976 Örebro-Hälleforsnäs 5-0 - 31 december 1976 Boltic-Lesjöfors 1-3 - 2 januari 1977 Hälleforsnäs-Villa 2-3 - 2 januari 1977 Kungälv-Katrineholm 0-0 - 2 januari 1977 Lesjöfors-Örebro 3-2 - 2 januari 1977 Tranås-Boltic 1-3 - 2 januari 1977 Västerås-Surte 4-2 - 6 januari 1977 Boltic-Västerås 2-1 - 6 januari 1977 Hälleforsnäs-Kungälv 0-3 - 6 januari 1977 Surte-Katrineholm 0-11 - 6 januari 1977 Villa-Lesjöfors 3-3 - 6 januari 1977 Örebro-Tranås 5-1 | - 9 januari 1977 Boltic-Villa 6-3 - 9 januari 1977 Katrineholm-Hälleforsnäs 3-1 - 9 januari 1977 Surte-Kungälv 2-2 - 9 januari 1977 Tranås-Lesjöfors 0-4 - 9 januari 1977 Västerås-Örebro 0-2 - 14 januari 1977 Hälleforsnäs-Tranås 5-2 - 14 januari 1977 Kungälv-Västerås 5-2 - 14 januari 1977 Lesjöfors-Katrineholm 3-3 - 14 januari 1977 Villa-Surte 4-4 - 14 januari 1977 Örebro-Boltic 4-2 - 2 februari 1977 Hälleforsnäs-Örebro 2-4 - 2 februari 1977 Kungälv-Villa 2-4 - 2 februari 1977 Lesjöfors-Boltic 2-4 - 2 februari 1977 Tranås-Surte 5-2 - 2 februari 1977 Västerås-Katrineholm 3-1 - 6 februari 1977 Boltic-Tranås 10-2 - 6 februari 1977 Katrineholm-Kungälv 6-2 - 6 februari 1977 Surte-Västerås 2-1 - 6 februari 1977 Villa-Hälleforsnäs 4-2 - 6 februari 1977 Örebro-Lesjöfors 2-1 - 9 februari 1977 Hälleforsnäs-Surte 1-4 - 9 februari 1977 Kungälv-Boltic 4-3 - 9 februari 1977 Lesjöfors-Västerås 3-2 - 9 februari 1977 Tranås-Katrineholm 2-4 - 9 februari 1977 Villa-Örebro 4-1 - 13 februari 1977 Boltic-Hälleforsnäs 5-2 - 13 februari 1977 Katrineholm-Villa 0-0 - 13 februari 1977 Surte-Lesjöfors 2-1 - 13 februari 1977 Västerås-Tranås 6-1 - 13 februari 1977 Örebro-Kungälv 1-1 - 20 februari 1977 Katrineholm-Surte 7-2 - 20 februari 1977 Kungälv-Hälleforsnäs 10-2 - 20 februari 1977 Lesjöfors-Villa 2-2 - 20 februari 1977 Tranås-Örebro 3-1 - 20 februari 1977 Västerås-Boltic 6-5 - 23 februari 1977 Boltic-Surte 5-3 - 23 februari 1977 Hälleforsnäs-Västerås 3-2 - 23 februari 1977 Kungälv-Lesjöfors 2-6 - 23 februari 1977 Villa-Tranås 6-4 - 23 februari 1977 Örebro-Katrineholm 1-1 - 27 februari 1977 Katrineholm-Boltic 4-6 - 27 februari 1977 Lesjöfors-Hälleforsnäs 14-2 - 27 februari 1977 Surte-Örebro 3-9 - 27 februari 1977 Tranås-Kungälv 3-4 - 27 februari 1977 Västerås-Villa 4-7 |

## Slutspel om svenska mästerskapet 1977

### Kvartsfinaler (bäst av tre matcher)
- 2 mars 1977: Sandvikens AIK-Villa BK 8-3
- 2 mars 1977: Örebro SK-Falu BS 6-3
- 2 mars 1977: IF Boltic-Brobergs IF 3-7
- 2 mars 1977: IK Sirius-Katrineholms SK 7-4

- 6 mars 1977: Villa BK-Sandvikens AIK 2-5
- 6 mars 1977: Falu BS-Örebro SK 4-1
- 6 mars 1977: Brobergs IF-IF Boltic 7-4
- 6 mars 1977: Katrineholms SK-IK Sirius 4-4 *

- 8 mars 1977: Falu BS-Örebro SK 4-6

- Vid denna tid tillämpades inte förlängning. Enligt samtida regler räckte en oavgjord match och en vinst för att gå vidare.

### Semifinaler (bäst av tre matcher)
- 11 mars 1977: Örebro SK-Sandvikens AIK 2-7
- 11 mars 1977: Brobergs IF-IK Sirius 3-2

- 13 mars 1977: Sandvikens AIK-Örebro SK 4-3
- 13 mars 1977: IK Sirius-Brobergs IF 4-1

- 15 mars 1977: IK Sirius-Brobergs IF 2-4

### Final
- 20 mars 1977: Brobergs IF-Sandvikens AIK 3-1 (Söderstadion, Stockholm)

## Svenska mästarna
Mall:Brobergs IF 1976/1977